# Biographical Directory of the United States Congress

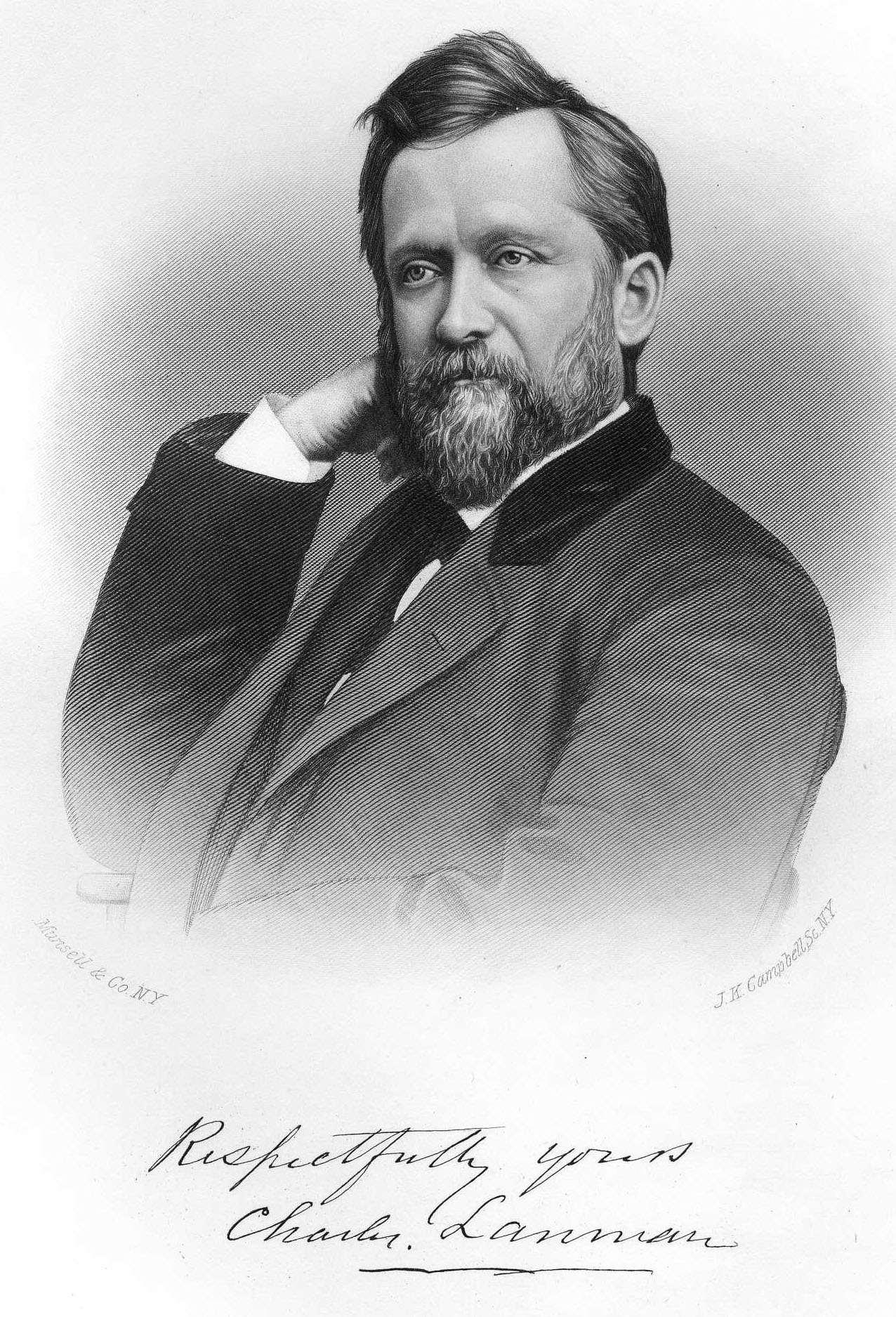
Charles Lanman (1819-1895) autor do Dicionário do Congresso que foi o precursor do moderno Diretório Biográfico.

O Biographical Directory of the United States Congress (Diretório Biográfico do Congresso dos Estados Unidos) é um dicionário biográfico de todos os membros atuais e anteriores do Congresso dos Estados Unidos e do seu predecessor, o Congresso Continental. Também estão incluídos os delegados dos territórios e Distrito de Colúmbia e os Comissários Residentes das Filipinas e Porto Rico.
A edição online também inclui um guia para as coleções de investigação (uma lista de instituições onde se arquivam os papéis, cartas, correspondência e outros artigos), bem como uma ampla bibliografia de trabalhos publicados relativamente a cada membro (uma bibliografia mais curta é incluída com a biografia).